# 船岡誠
船岡 誠（ふなおか まこと、1946年6月30日 - ）は、日本の日本思想史・倫理学者。
北海学園大学名誉教授。

## 人物
東京都生まれ。1969年明治大学商学部卒業。
1977年同大学院文学研究科博士課程単位取得退学。
放送大学や駒澤大学などの非常勤講師を経て、1993年北海学園大学人文学部教授（日本思想史など担当）。
1999年大学院文学研究科修士課程担当、2001年博士後期課程担当（禅文化史論特殊講義など担当）。
2001年から2004年人文学部長、2017年北海学園大学定年退職。同名誉教授。

## 専門
- 日本の禅宗史、特にその成立史や思想史を専門とする[3]。特に道元・一休・沢庵の研究に集中している[4]。「日本禅宗の成立」では古代仏教における禅の伝統に注目し、その伝統を踏まえて禅の専修化および禅宗の自立化が図られたことなどを論じた[5]。学部では人文学演習、日本文化専門演習、日本文化特論（日本思想史）を担当。

## 著書
- 『道元と『正法眼蔵随聞記』』（評論社、日本人の行動と思想） 1980
- 『日本禅宗の成立』（吉川弘文館、中世史研究選書） 1987
- 『沢庵 徳川家光に慕われた名僧』（中公新書） 1988
- 『写真紀行 日本の祖師 道元を歩く』（田村仁写真、佼成出版社） 1992
- 『調べる学習 日本の歴史』全4巻（高野尚好, 菊地家達監修、国土社、学習図説 小学校社会科全集） 1993
  1. 「日本のはじまりと貴族の政治」
  2. 「武士の成長と戦国時代」
  3. 「江戸幕府の政治と文化」
  4. 「文明開化から21世紀の世界と日本へ」
- 『道元 道は無窮なり』（ミネルヴァ書房、ミネルヴァ日本評伝選） 2014

### 編集
- 『道元と国家・社会』（責任編集、同朋舎出版、道元思想大系19 思想篇13） 1995

## 参考
- 船岡誠『道元 : 道は無窮なり』ミネルヴァ書房〈ミネルヴァ日本評伝選〉、2014年。ISBN 978-4-623-07104-3。全国書誌番号:22428166。
- 北海学園大学